# Lindbergia patentifolia
Lindbergia patentifolia är en bladmossart som beskrevs av Hugh Neville Dixon 1918. Lindbergia patentifolia ingår i släktet Lindbergia och familjen Leskeaceae. Inga underarter finns listade i Catalogue of Life.